# Chaves
Chaves és un municipi portuguès, situat al districte de Vila Real, a la regió del Nord i a la subregió de l'Alt Trás-os-Montes.L'any 2006 tenia 44.186 habitants. Limita al nord amb la província d'Ourense (Galícia), a l'est amb Vinhais, al sud-est amb Valpaços, al sud-oest amb Vila Pouca de Aguiar i a l'oest amb Boticas i Montalegre.

## Història
Del 10 al 25 de març de 1809, durant la Invasió de Portugal de 1809, la ciutat fou capturada pels francesos i recuperada pels portuguesos, i durant la Primera República de Portugal, en 1812, fou escenari de la incursió monàrquica de 1912.

## Freguesies
| - Águas Frias - Anelhe - Arcossó - Bobadela - Bustelo - Calvão - Cela - Cimo de Vila da Castanheira - Curalha - Eiras - Ervededo - Faiões - Lama de Arcos | - Loivos - Madalena (Chaves) - Mairos - Moreiras - Nogueira da Montanha - Oucidres - Oura - Outeiro Seco - Paradela - Póvoa de Agrações - Redondelo - Roriz - Samaiões | - Sanfins - Sanjurge - Santa Cruz - Trindade - Santa Leocádia - Santa Maria Maior - Santo António de Monforte - Santo Estêvão - São Julião de Montenegro - São Pedro de Agostém - São Vicente - Seara Velha - Selhariz - Soutelinho da Raia | - Soutelo - Travancas - Tronco - Vale de Anta - Vidago - Vila Verde da Raia - Vilar de Nantes - Vilarelho da Raia - Vilarinho das Paranheiras - Vilas Boas - Vilela do Tâmega - Vilela Seca |

## Flaviencs Il·lustres
- António Joaquim Granjo
- Cândido Sotto Maior
- Mário Carneiro
- Rodrigo Domingos de Sousa Coutinho Barbosa
- Francisco da Costa Gomes
- Gayo Sevio Lupo
- João Gonçalves da Costa
- Nadir Afonso

## Galeria d'imatges

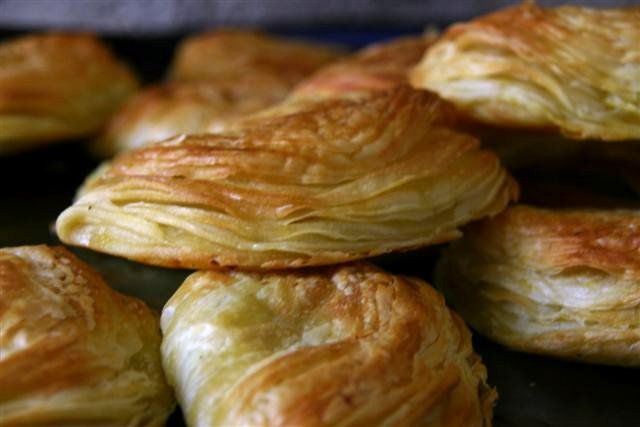
Pastel de Chaves
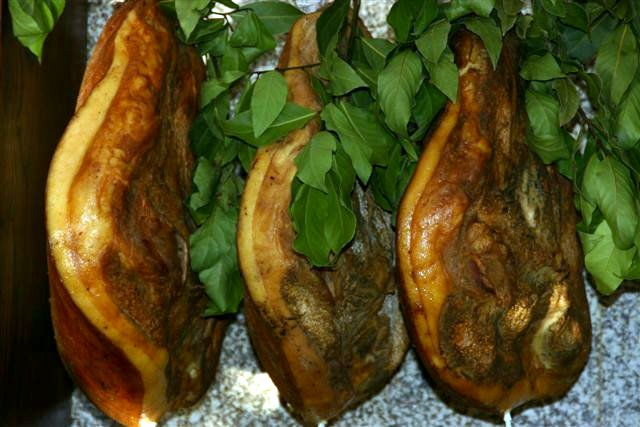
Presunto de Chaves
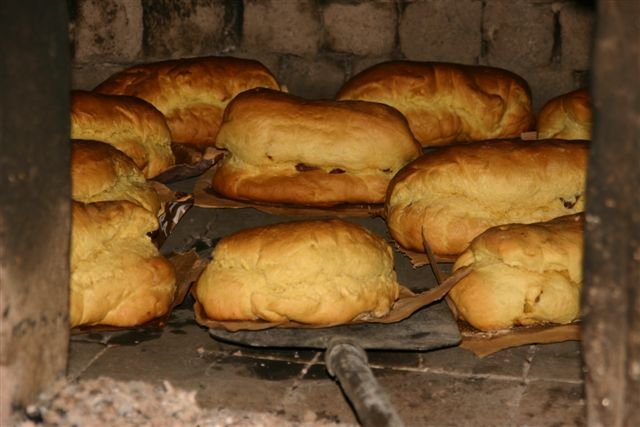
Folar de Chaves
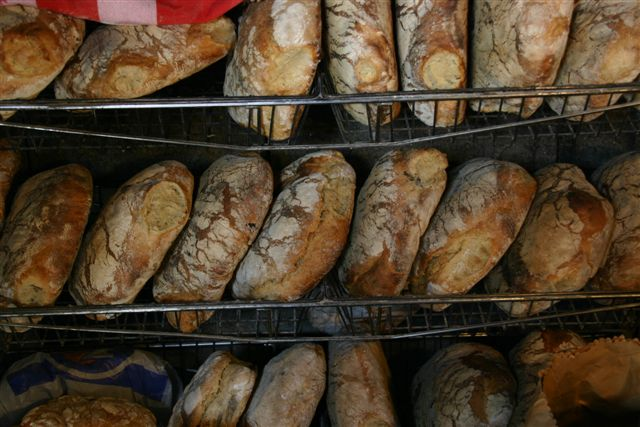
Pão de Chaves

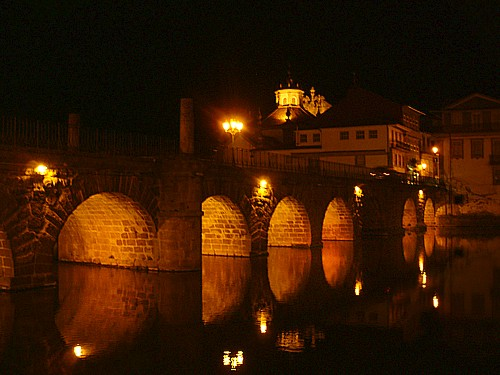
Pont de Trajà
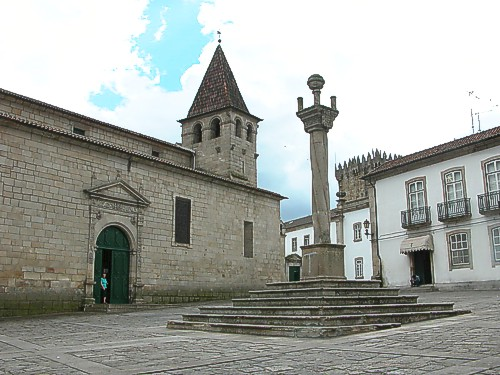
Llarg del Pelourinho
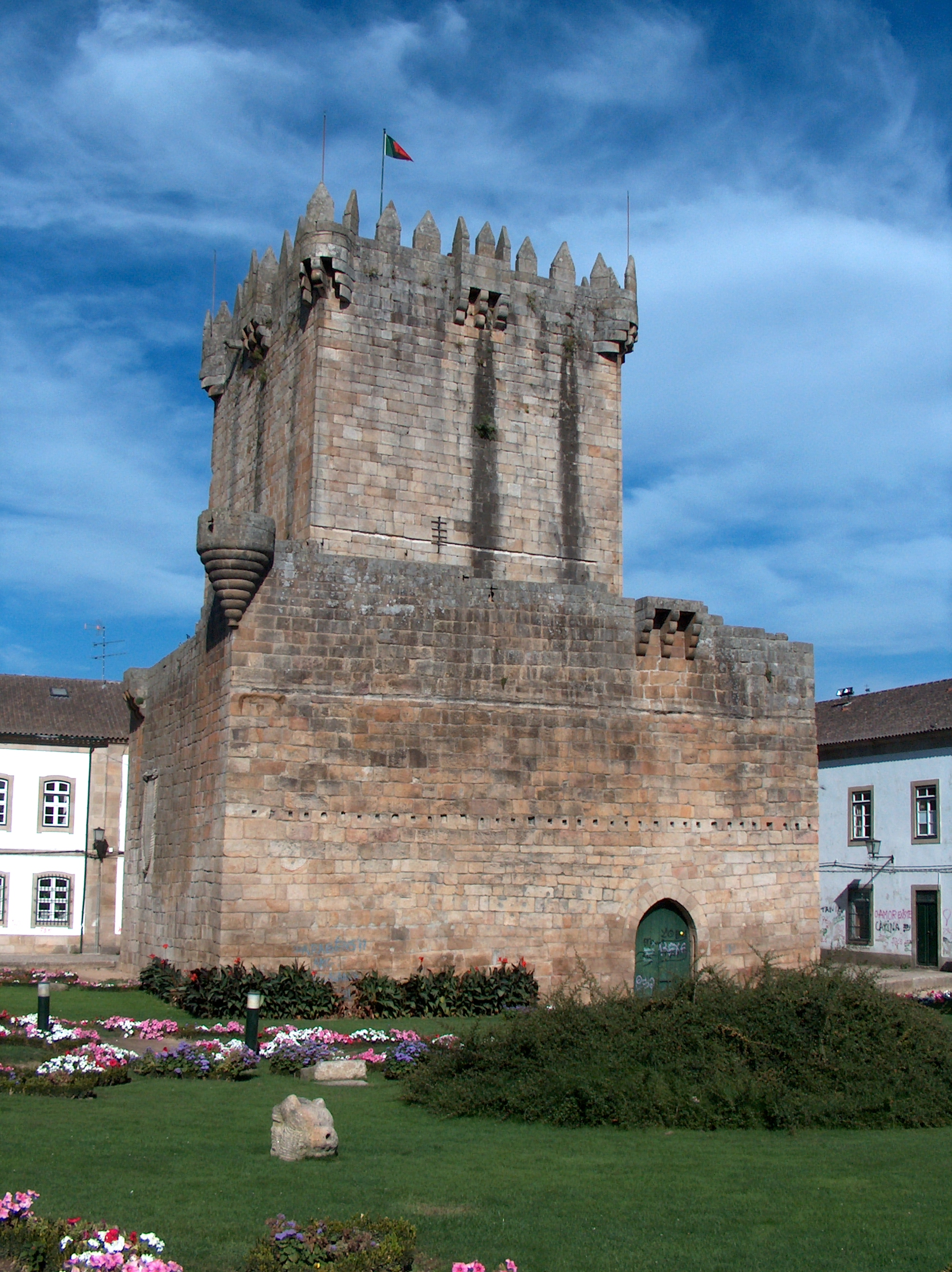
Torre del castell
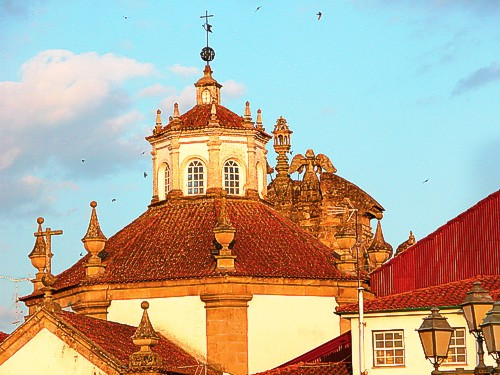
Església de la Madalena
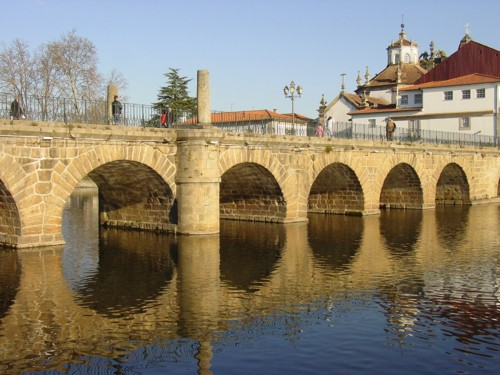
Pont i Ex Libris
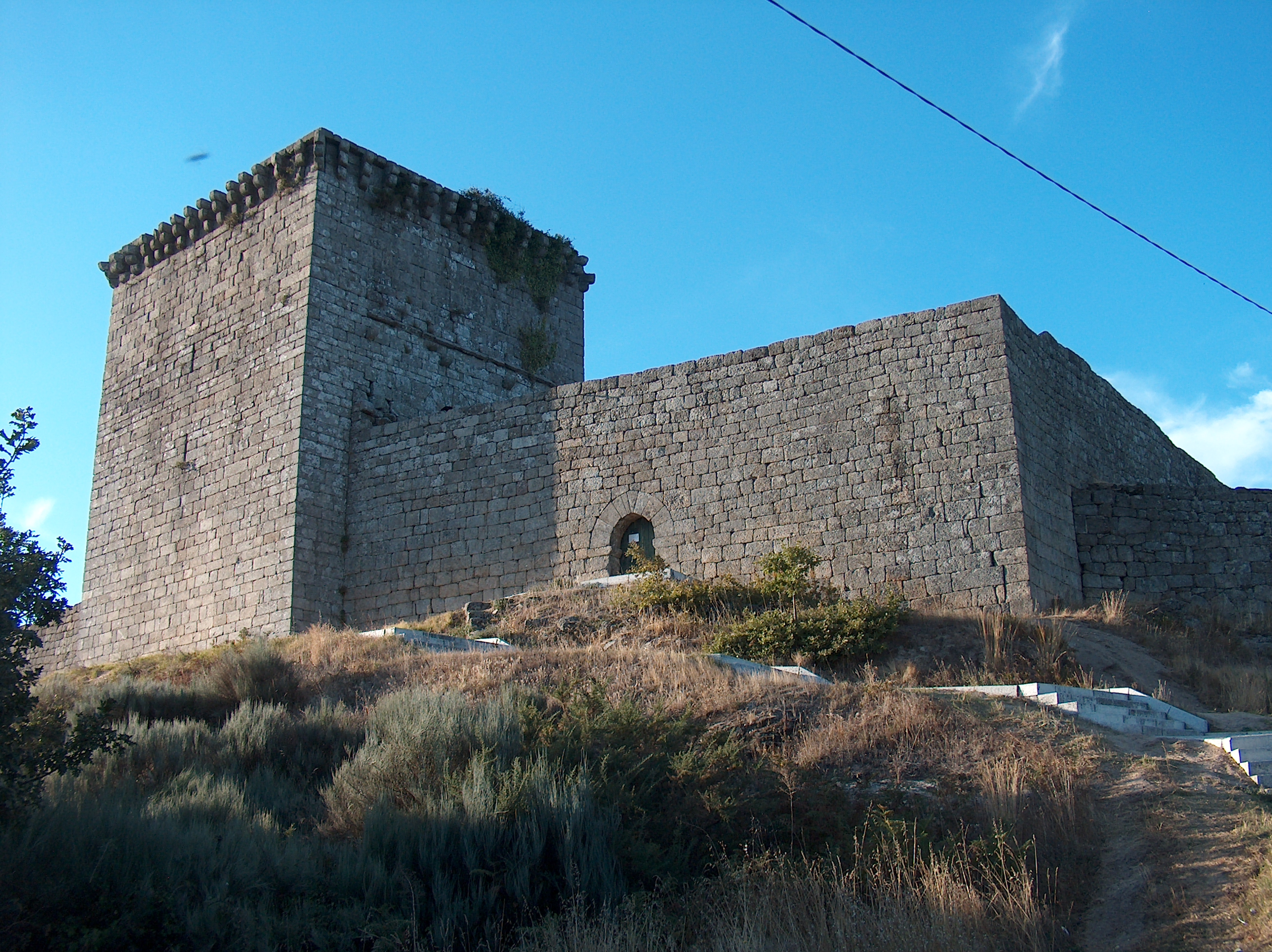
Castell de Monforte de Rio Livre
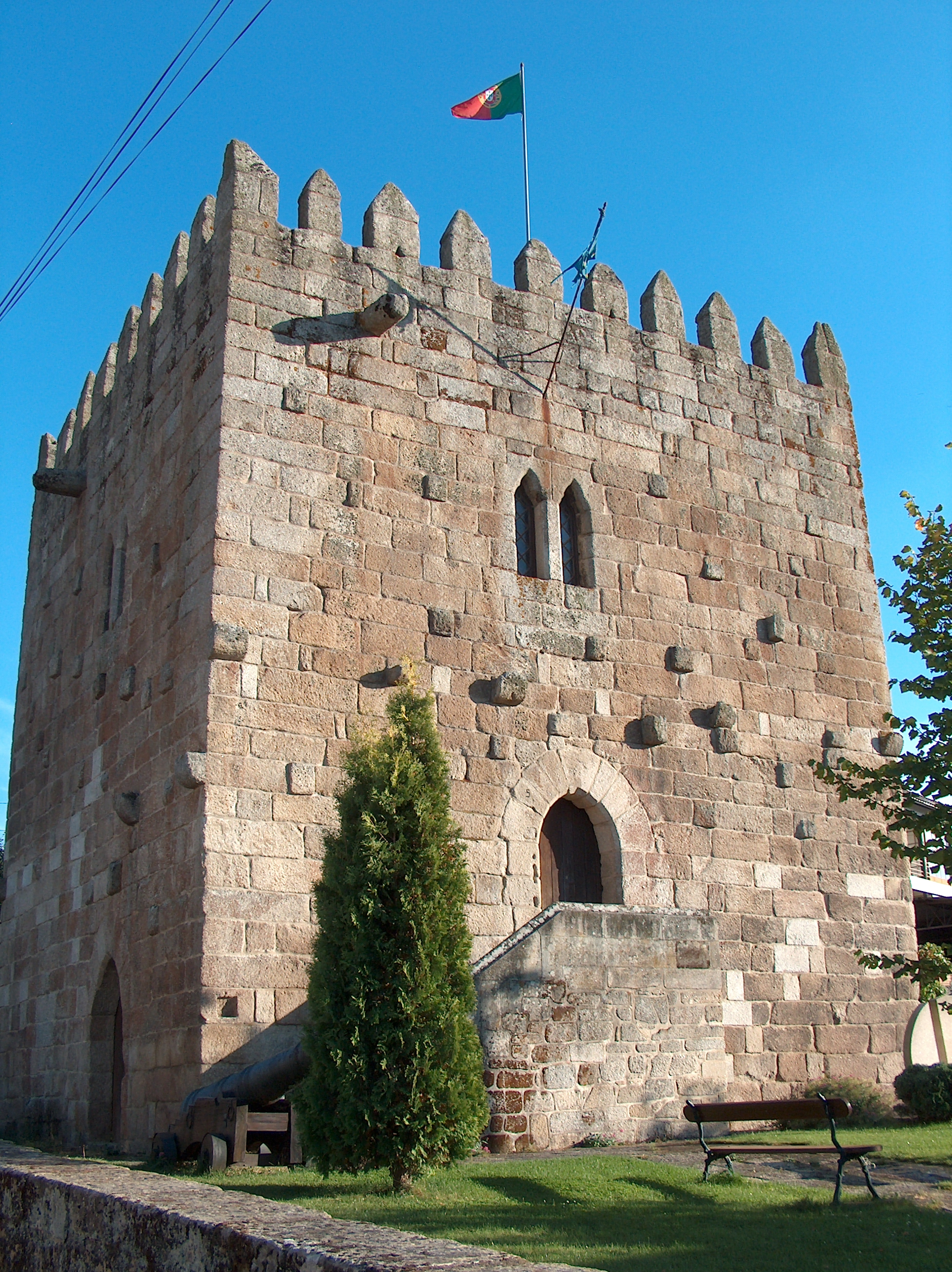
Castell de Santo Estêvão
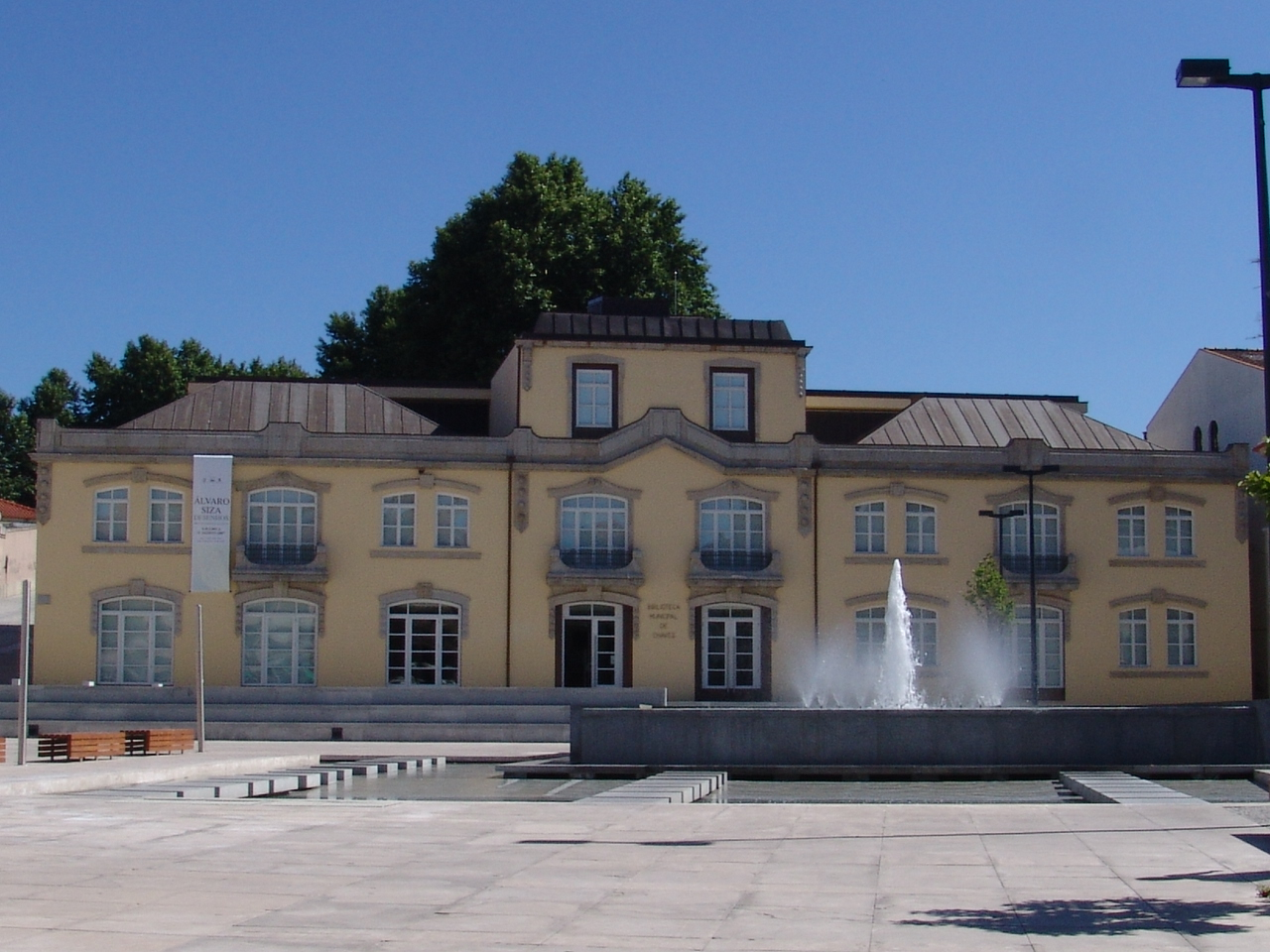
Biblioteca Municipal de Chaves
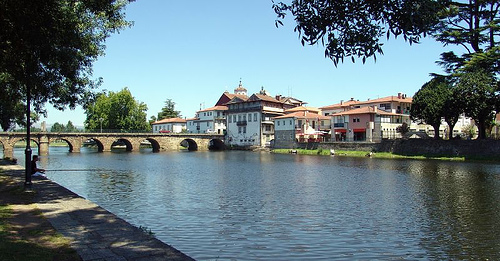
Madalena i riu Tâmega